# Andrés Aguilar
Andrés Aguilar, född 7 december 1996, är en chilensk bågskytt. Han deltog vid olympiska sommarspelen 2020.